# 異形鉄筋
異形鉄筋（いけいてっきん、reinforcing steel）は、建物の構造用材料のひとつで、鋼を圧延して表面に「リブ」や「節」と呼ばれる凹凸の突起を設けた棒状の鋼材である。丸鋼に対して異形のため、丸鋼と区別する場合にこう呼ばれる。棒鋼のものは異形棒鋼（いけいぼうこう）、コイル状に巻いた線材のものは異形コイル鉄筋（いけいコイルてっきん）ともいう。
日本工業規格 (JIS) では、「鉄筋コンクリート用棒鋼」としてG 3112、「鉄筋コンクリート用再生棒鋼」としてG 3117で規定されている。

## 用途
異形鉄筋は、鉄筋コンクリート構造をはじめとする鉄骨鉄筋コンクリート構造、鉄骨造の基礎部分、ブロック構造の補強など、コンクリートやモルタルを用いる建造物や構造物で用いられる。異形鉄筋はコンクリートやモルタルの付着性を高め、引き抜き力に抵抗する力を増すために、表面に凹凸状のリブを設けている。リブにより鋼材の表面積が増えるため、表面が平滑な同じ直径の丸鋼よりも引き抜き力に抵抗する力が強い。引き抜き抵抗力が丸鋼より強く、定着長が短くなる・定着のための加工が簡素化されるなどの利点が多いため、現在では鉄筋コンクリート構造物等の構造用鉄筋としては異形鉄筋が用いられる。
ブロック塀などの軽微な構造物では、呼び径10mm程度の異形鉄筋をブロックの継ぎ目部分に縦に配置した上で、数段毎に水平方向に配置し、ブロックと鉄筋の隙間にモルタルを充填することで地震などの耐性を持たせる。このとき、垂直方向に配置する鉄筋を縦筋（たてきん）、水平方向に配置する鉄筋を横筋（よこきん）と呼ぶ。

## 種類と呼び名
JIS G 3112 で定められた強度別の種類の記号と呼び名は以下のとおり。
- 種類の記号 : SD295, SD345, SD390, SD490, SD590A, SD590B, SD685A, SD685B, SD685R, SD785R －数字は、降伏点（単位は N/mm2）を表す。
- 呼び名 : D4, D5, D6, D10, D13, D16, D19, D22, D25, D29, D32, D35, D38, D41, D51 - 数字は鉄筋の直径を示す。

鉄筋に刻印された圧延マークにより、メーカーと規格が表示される。

## 接合法
鉄筋を直線状に連続して接合する方法は、通称ナマシ線と呼ぶ直径1mm程度の結束線を鳶口形状をした器具（ハッカー）で結束する重ね継手、鉄筋の接合断面同士に圧力をかけながらガス溶接で加熱溶融しながら接合する圧接法、ねじを用いて接合する機械式継手などがある。
一般にD16以下の鉄筋は重ね継手、D19以上の鉄筋はガス圧接継手または機械式継手が用いられることが多い。

## メーカー・製造方法
日本国内のメーカーを挙げる。異形鉄筋では大規模な鉄鋼メーカー（高炉メーカー）の生産シェアは低く、大半が中小規模のメーカー（電気炉メーカー）によって生産される。
高炉メーカー
- 新日本製鐵（新日鉄）
- 神戸製鋼所
- JFEスチール

電気炉メーカー
- 朝日工業
- 伊藤製鐵所
- 大阪製鐵
- 大谷製鉄
- 関東スチール
- 岸和田製鋼
- 共英製鋼
- 合同製鐵
- 九州製鋼
- 三興製鋼

- JFE条鋼
- 清水鋼鐵
- 城南製鋼所
- ダイワスチール
- 拓南製鐵
- 千代田鋼鉄工業
- トーカイ
- 東京製鐵
- 東京鐵鋼

- 東北スチール
- トピー工業
- 豊平製鋼
- 中山鋼業
- 中山製鋼所
- 北越メタル
- 三星金属工業
- 向山工場
- 山口鋼業

電気炉メーカーの場合、異形鉄筋など鋼材の主原料は鉄スクラップ（屑鉄）である。それらは電気炉と二次精錬炉で融解・精錬されて溶鋼とされ、連続鋳造法で鋼片に鋳造される（連続鋳造法以外にも鋼片の鋳造法はあるが、現在の日本では非主流）。この鋼片を再加熱・圧延して異形鉄筋は製造される。製品は直物（直棒状のもの）か、コイル状に巻かれた形で出荷される。直物は最大長さ12mで、製品としては500mmごとの長さで出荷される。
高炉メーカーの場合は、鋳造より前の工程が異なる。主原料は鉄鉱石であり、高炉と転炉などを用いて製錬作業が行われる。製錬された溶鋼を鋳造する工程以降は電気炉メーカーと同様である。